# 4760 Jia-xiang
4760 Jia-xiang este un asteroid din centura principală, descoperit pe 1 aprilie 1981 de Harvard Observatory.